# Mnematium
Mnematium là một chi bọ cánh cứng thuộc họ Scarabaeidae.